# امانسیو، کوبا
امانسیو، کوبا (به اسپانیایی: Amancio, Cuba) یک منطقهٔ مسکونی در کوبا است که در استان لاس توناس واقع شده‌است.

## خصوصیات
امانسیو ۸۵۷ کیلومترمربع مساحت و ۴۱٬۵۲۳ نفر جمعیت دارد و ۳۵ متر بالاتر از سطح دریا واقع شده‌است.